# Большая Сельменьга
Большая Сельменьга (Сельменга, Сельшенга) — река в Архангельской области России.
Берёт начало из болота Большое на границе Устьянского и Верховажского районов. Сначала течёт на север, а в среднем течении поворачивает на запад. На правом берегу находится посёлок Кулойского Совхоза. Ширина русла в нижнем течении превышает 10 м. Впадает в реку Кулой в районе деревни Мелединская Вельского района.
Длина реки — 62 км, площадь водосборного бассейна, расположенного на плоской и волнистой, местами заболоченной, покрытой лесами равнине, — 264 км².

## Происхождение названия
Вероятная связь с вепсским словом «селькеа» — ясный, прозрачный. Возможное толкование названия «Сельменьга» — «чистая река».

## Данные водного реестра
- Бассейновый округ — Двинско-Печорский
- Речной бассейн — Северная Двина
- Речной подбассейн — Северная Двина ниже места слияния Вычегды и Малой Северной Двины
- Водохозяйственный участок — Вага

## Притоки (км от устья)
- 33 км: река Большая Ваиньга

### Карты
- Лист карты P-38-109,110 Верховажье. Масштаб: 1 : 100 000. Указать дату выпуска/состояния местности.
- Лист карты P-38-97,98 Вельск. Масштаб: 1 : 100 000. Указать дату выпуска/состояния местности.